# خوسيه سوريانو
خوسيه سوريانو (بالإسبانية: José Eusebio Soriano)‏ (19 أبريل 1917 في بيرو - 22 مارس 2011 ببوينس آيرس في الأرجنتين) هو لاعب كرة قدم أرجنتيني في مركز حراسة المرمى. شارك مع منتخب بيرو لكرة القدم. أما مع النوادي، فقد لعب مع أتلتيكو أتلانتا وبانفيلد وريفر بليت وAlfonso Ugarte de Chiclín ‏.

## وصلات خارجية
- خوسيه سوريانو على موقع قاعدة بيانات كرة القدم.إي يو (الإنجليزية)